# Rod Woodson
College Football Hall of Fame 2016
Pro Football Hall of Fame 2009
(en) Statistiques sur pro-football-reference
Roderick Kevin « Rod » Woodson, né le 10 mars 1965 à Fort Wayne (Indiana), est un joueur de football américain qui évoluait au poste de safety et de cornerback. 
Il a joué 17 saisons dans la National Football League (NFL) pour les Steelers de Pittsburgh (1987 à 1996), les 49ers de San Francisco (1997), les Ravens de Baltimore (1998 à 2001) et les Raiders d'Oakland (2002 à 2003).

## Carrière sportive
Après avoir effectué sa carrière universitaire à l'université Purdue, il est sélectionné à la 10e place par les Steelers de Pittsburgh au premier tour de la draft 2000 de la NFL. Il a fait partie de quatre franchises de la National Football League (NFL), les Steelers de Pittsburgh, les 49ers de San Francisco, les Ravens de Baltimore et les Raiders d'Oakland.
Avec les Ravens, il remporte le Super Bowl XXXV au terme de la saison 2000.
Sélectionné onze fois au Pro Bowl (1989, 1990, 1991, 1992, 1993, 1994, 1995, 1999, 2000, 2001 et 2002), il est admis au Pro football Hall of Fame en 2009.
De ses statistiques en fin de carrière, il se voit attribuer officiellement 1 158 plaquages (seul et avec assistance), 13,5 sacks, 20 fumbles forcé et 71 interceptions.